# چنار (مهریز)
تنگ چنار روستایی در دهستان تنگ چنار بخش مرکزی استان یزد است. تنگ چنار در مسیر بزرگراه در دست احداث مهریز به نی‌ریز واقع شده است.

### وجه تسمیه
وجه تسمیه این نام از درخت بزرگ چناری است که در آن وجود دارد و در کنار آن قنات پرآبی قرار دارد. شغل عمده مردم آن کشاورزی و دامداری می‌باشد. دارای دهستان‌های زیادی است از جمله حسین‌آباد، مزرعه نو، حاجی شمس و… می‌باشد. هرسال در روز عاشورا مراسم تعذیه در حسینیه بزرگ این دهستان برپا می‌شود.

## جمعیت
بر پایه سرشماری عمومی نفوس و مسکن در سال ۱۳۹۵ جمعیت این روستا ۸۲ نفر (۳۲خانوار) بوده‌است.